# Cytonaema spinella
Cytonaema spinella är en svampart som först beskrevs av Károly Kalchbrenner och fick sitt nu gällande namn av Franz Xaver von Höhnel 1914. 
Cytonaema spinella ingår i släktet Cytonaema, divisionen sporsäcksvampar och riket svampar.   Inga underarter finns listade i Catalogue of Life.